# Talavera (Catalunha)
Talavera é um município da Espanha na comarca de Segarra, província de Lérida, comunidade autónoma da Catalunha. Tem 30,1 km² de área e em 2021 tinha 287 habitantes (densidade: 9,5 hab./km²).

## Demografia
| Variação demográfica do município entre 1991 e 2004 [carece de fontes?] | Variação demográfica do município entre 1991 e 2004 [carece de fontes?] | Variação demográfica do município entre 1991 e 2004 [carece de fontes?] | Variação demográfica do município entre 1991 e 2004 [carece de fontes?] |
| ----------------------------------------------------------------------- | ----------------------------------------------------------------------- | ----------------------------------------------------------------------- | ----------------------------------------------------------------------- |
| 1991                                                                    | 1996                                                                    | 2001                                                                    | 2004                                                                    |
| 315                                                                     | 304                                                                     | 301                                                                     | 286                                                                     |